# تورستن هیکمان
تورستن هیکمان (انگلیسی: Torsten Hiekmann؛ زادهٔ ۱۷ مارس ۱۹۸۰) دوچرخه‌سوار اهل آلمان است.